# Can Clarà (Sant Pere Pescador)
Can Clarà és una masia de Sant Pere Pescador (Alt Empordà) inclosa a l'Inventari del Patrimoni Arquitectònic de Catalunya.

## Descripció
Situat al sud del nucli urbà de la població de Sant Pere Pescador, sortint de la població pel carrer de Sant Antoni en direcció la carretera GIV- 6212, i agafant el trencall del camí de la Mota, darrere la zona del Castell del Riu.
Edifici de planta rectangular format per tres crugies perpendiculars a façana, amb la coberta de dues vessants de teula i distribuït en planta baixa i pis. Presenta un cos adossat a ponent i una torre de planta circular a llevant, amb un petit edifici adossat al nord. La torre està bastida amb còdols disposats formant filades, amb un coronament emmerletat de maons i finestres amb l'emmarcament motllurat. La casa presenta un portal d'arc de mig punt, a la planta baixa, bastit amb pedra. Damunt seu hi ha un escut de pedra a mode decoratiu. Les finestres són rectangulars i estan emmarcades amb carreus. Al cos de ponent, els portals són bastits amb maons. Hi ha un contrafort de pedra adossat a la torre. A la part sud de l'edifici hi ha un altre cos annex i una terrassa.
La casa i els cossos adossats estan arrebossats i pintats.

## Història
Segons el COAC aquesta masia és una construcció d'èpoques diverses amb restes dels segles xvi i xvii.